# Miranda July

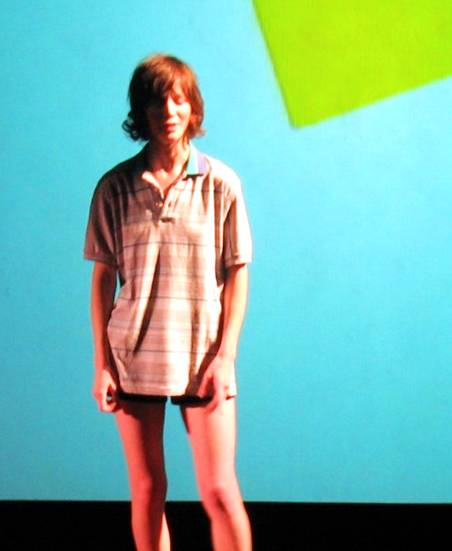
Miranda July

Miranda July (n. 15 februarie 1974 ca Miranda Jennifer Grossinger în Barre, Washington County, Vermont) este o artistă, regizoare, actriță, muziciană și scriitoare americană.

## Viața
Miranda Jennifer Grossinger a crescut in Barre, un oraș în nord-estul Statelor Unite. Părinții, Lindy Hough și Richard Grossinger sunt ambii scriitori și au fost docenți la Goddard College.
Primul succes pe care l-a avut, a fost în cinematografie în anul 2005 la Sundance Film Festival și la Festivalul Internațional de Film de la Cannes, unde cu filmul ei Me and You and Everyone We Know, a câștigat pentru cel mai bun debut, Caméra d'or. Este și o cunoscută Performance-artistă, cu expoziții la Institute of Contemporary Arts în Londra, la muzeul Guggenheim și la Museum of Modern Art (ambele în New York).
Se numără printre noua generație de scriitori, specializându-se pe Short Story. În anul 2007 apare sub titlul No One Belongs Here More Than You o culegere de mici povestiri.
În prezent Miranda July trăiește în Los Angeles.

## Filmografie
- The Boy from Lam Kien. Cloverfield Press, 2005
- No One Belongs Here More Than You: Stories. Scribner’s Sons, 2007
- Learning to Love You More (cu Harrell Fletcher). Prestel, München/New York 2007, ISBN 978-3-7913-3733-3